# John Vaughan-Morgan, Baron Reigate
John Kenyon Vaughan-Morgan, Baron Reigate Bt PC JP (* 2. Februar 1905; † 26. Januar 1995) war ein britischer Politiker der Conservative Party, der zwanzig Jahre lang Abgeordneter des House of Commons war und 1970 als Life Peer aufgrund des Life Peerages Act 1958 Mitglied des House of Lords wurde.

## Leben
Vaughan-Morgan war der Sohn von Oberstleutnant Kenyon Vaughan-Morgan, der zwischen 1922 und 1933 als Abgeordneter den Wahlkreis Fulham East im House of Commons vertrat. Er selbst absolvierte nach dem Besuch des Eton College ein Studium am Christ Church der University of Oxford. Während des Zweiten Weltkriegs leistete er Militärdienst bei den Welsh Guards und war später während der Operation Overlord im Rang eines Major Stabsoffizier bei der 21. Armeegruppe.
Nach Kriegsende begann Vaughan-Morgan seine politische Laufbahn in der Conservative Party und war zunächst zwischen 1946 und 1952 Mitglied des London County Council (LCC), in dem er den Stadtteil Chelsea vertrat. Während dieser Zeit wurde er bei den Unterhauswahlen am 23. Februar 1950 auch erstmals als Abgeordneter in das House of Commons gewählt und vertrat in diesem bis zu den Wahlen vom 18. Juni 1970 mehr als zwanzig Jahre lang die Interessen des Wahlkreises Reigate.
Im Januar 1957 wurde er von Premierminister Harold Macmillan zum Parlamentarischen Sekretär im Gesundheitsministerium ernannt, ehe er von September 1957 bis Oktober 1959 Staatsminister im Handelsministerium (Board of Trade) war. Für seine politischen Verdienste wurde er am 1. Januar 1960 zum erblichen Baronet, of Outwood in the County of Surre, sowie am 2. Juni 1961 zum Privy Councillor ernannt. 1963 übernahm er die Funktion als Vorsitzender des Verwaltungsrates (Board of Governors) des Westminster Hospital und bekleidete diese mehr als zehn Jahre lang bis 1970.
Durch ein Letters Patent vom 2. Juli 1970 wurde Vaughan-Morgan, der zeitweilig auch als Friedensrichter (Justice of the Peace) fungierte, gemäß dem Life Peerages Act 1958 als Life Peer mit dem Titel Baron Reigate, of Outwood in the County of Surrey, in den Adelsstand erhoben und gehörte damit bis zu seinem Tod dem House of Lords als Mitglied an. Darüber hinaus verlieh ihm der Borough Reigate 1971 den Titel eines Honorary Freeman.